# Lennox Berkeley
Lennox Randal Francis Berkeley (født 12. maj 1903 i Oxford, død 26. december 1989) var en engelsk komponist, som skrev i fransk stil. Hans værker omfatter fire symfonier og andre orkesterværker som guitar-, violin- og fløjtekoncerter. Han er nok mest kendt for sine guitarværker og koncerter for forskellige instrumenter.[kilde mangler]

## Udvalgte værker
- Symfoni nr. 1 (1936–1940) - for orkester
- Symfoni nr. 2 (1958, Rev. 1976) - for orkester
- Symfoni nr. 3 (i en sats) (1968–1969) - for orkester
- Symfoni nr. 4 (1977–1978) - for orkester
- Sinfonietta (1950) - for orkester
- Partita (1964-1965) - for kammerorkester
- Divertimento (1943) - for orkester
- Serenade (1938-1939) - for strygeorkester
- Fløjtekoncert (1952) - for fløjte og orkester
- Guitarkoncert (19?) - for guitar og orkester
- Violinkoncert (19?) - for violin og orkester
- "Ruth" (1955-1956) - opera